# تتیئیف
شهر تتیئیف (به روسی: Тетіїв) در استان کیف در کشور اوکراین واقع شده‌است. جمعیت این شهر ۱۴٬۹۴۴ نفر است.

## نگارخانه

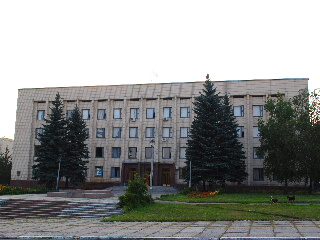
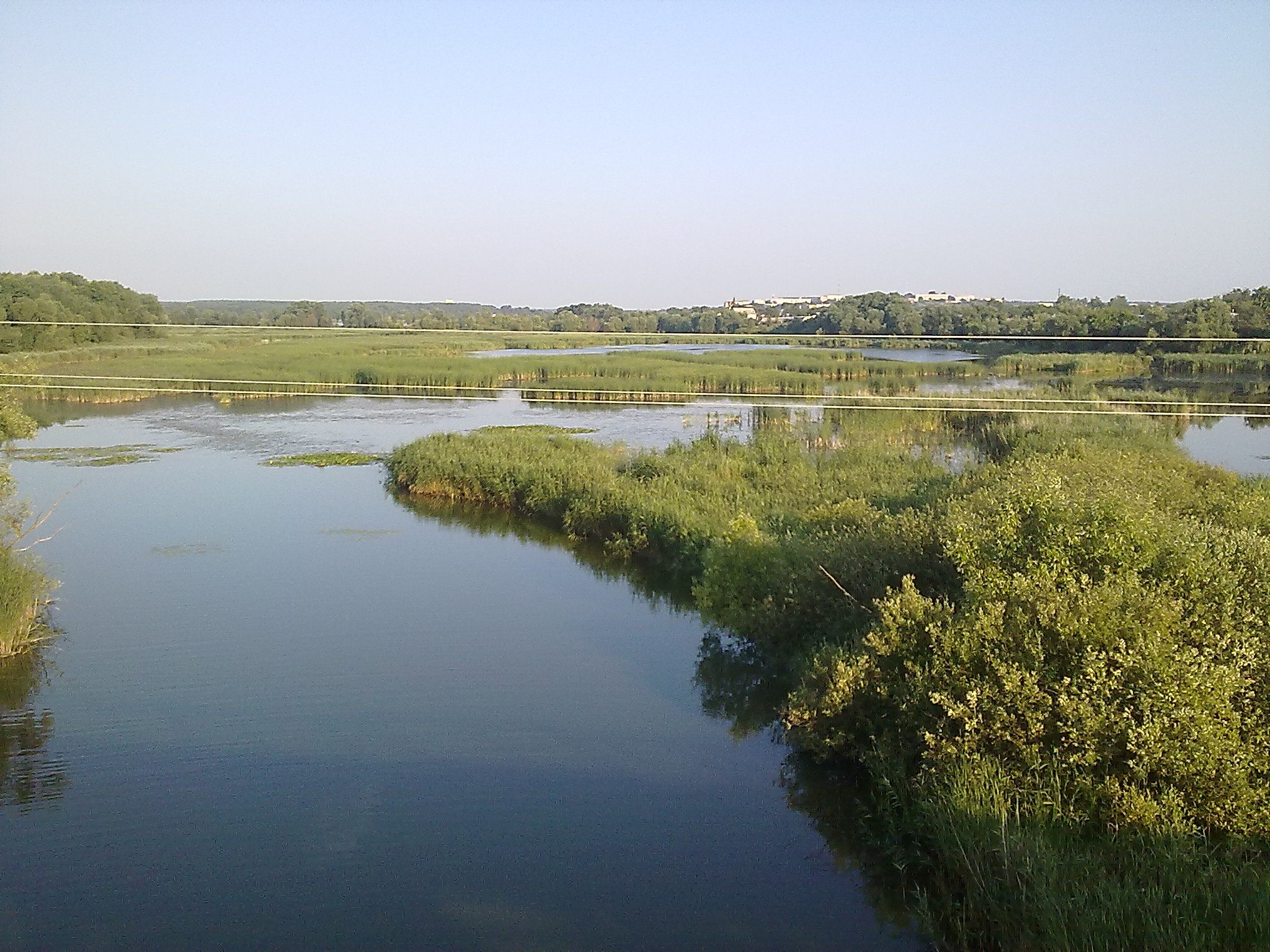